# Marek Eben
Marek Eben (* 18. prosince 1957 Praha) je český moderátor, herec, hudební skladatel, písničkář a zpěvák.

## Životopis
Marek Eben je synem hudebního skladatele Petra Ebena a Šárky Ebenové, rozené Hurníkové, a synovcem skladatele Ilji Hurníka. Jeho manželkou je Markéta Fišerová. Spolu s bratry Davidem a Kryštofem založili hudební skupinu Bratři Ebenové. Je praktikující katolík.
Opakovaně se umístil na prvním místě divácké ankety TýTý v kategoriích moderátor publicistických pořadů a osobnost zábavných pořadů. Za svůj přínos v oblasti kultury získal dne 23. března 2022 čestnou vědeckou hodnost doctor honoris causa a Zlatou medaili Univerzity Hradec Králové.

### Moderátorská činnost
V roli moderátora uváděl předávání cen TýTý a soutěžní pořad O poklad Anežky České. Od roku 2006 provází s Terezou Kostkovou taneční televizní show StarDance …když hvězdy tančí. V televizním cyklu Na plovárně vede s osobnostmi rozhovory, které byly zpracovány také v knižní podobě. Moderuje i televizní zpravodajství z Mezinárodního filmového festivalu v Karlových Varech.

### Divadelní činnost
V roce 1979 vystudoval hudebně-dramatický obor Pražské konzervatoře a poté získal angažmá v Divadle Vítězslava Nezvala v Karlových Varech a v Divadle Jaroslava Průchy v Kladně. Souběžně také účinkoval v pražské Viole. V letech 1983–2002 působil ve Studiu Ypsilon, kde účinkoval v inscenacích Divadlo za časů Nerona a Seneky, Vosková figura, Amerika, Sebevrah. Jako host hraje v představeních Prodaná nevěsta a Praha Stověžatá.

### Hudební činnost
Je autorem hudby a písní k inscenacím Ypsilonky Matěj Poctivý, Vosková figura, Othello či Amerika. Hudbu skládá také pro další divadelní scény, například k představení Zimní pohádka. Vytvořil texty písní, hudbu a dabing hudebních nahrávek pro děti, například hudbu k seriálu Poste restante s rapem na začátku dílů.
Je vedoucím folkové skupiny Bratři Ebenové, vydávající alba u společnosti Sony. Od roku 2000 spolupracoval s vydavatelstvím Supraphon. Zlatou desku a dvojnásobnou Platinovou desku získal v roce 2003.
Napsal několik textů k písním Vladimíra Mišíka a Jaroslava Nejezchleby.

## Filmografie
- Kamarádi (1969–1973), Váleček
- O líném Honzovi (1977)
- Sázka na třináctku (1977)
- O statečné princezně Janě (1978)
- O chudém královstvíčku (1979), Vendelín
- Nevěsta k zulíbání (1980)
- Chudák muzika (1981)
- Tvář za oknem (1985)
- Pusu, pusu, pusu! (1985) (TV film), svobodník Martin
- Pohádka bez konce (1986)
- Kam doskáče ranní ptáče (1987)
- Balónová pohádka (1987)
- Marek Eben během 42. ročníku karlovarského filmového festivalu v Karlových Varech, 2007Překvapení pana Milberryho (1988)
- O princi Bečkovi (1988)
- Kocourkov (1991)

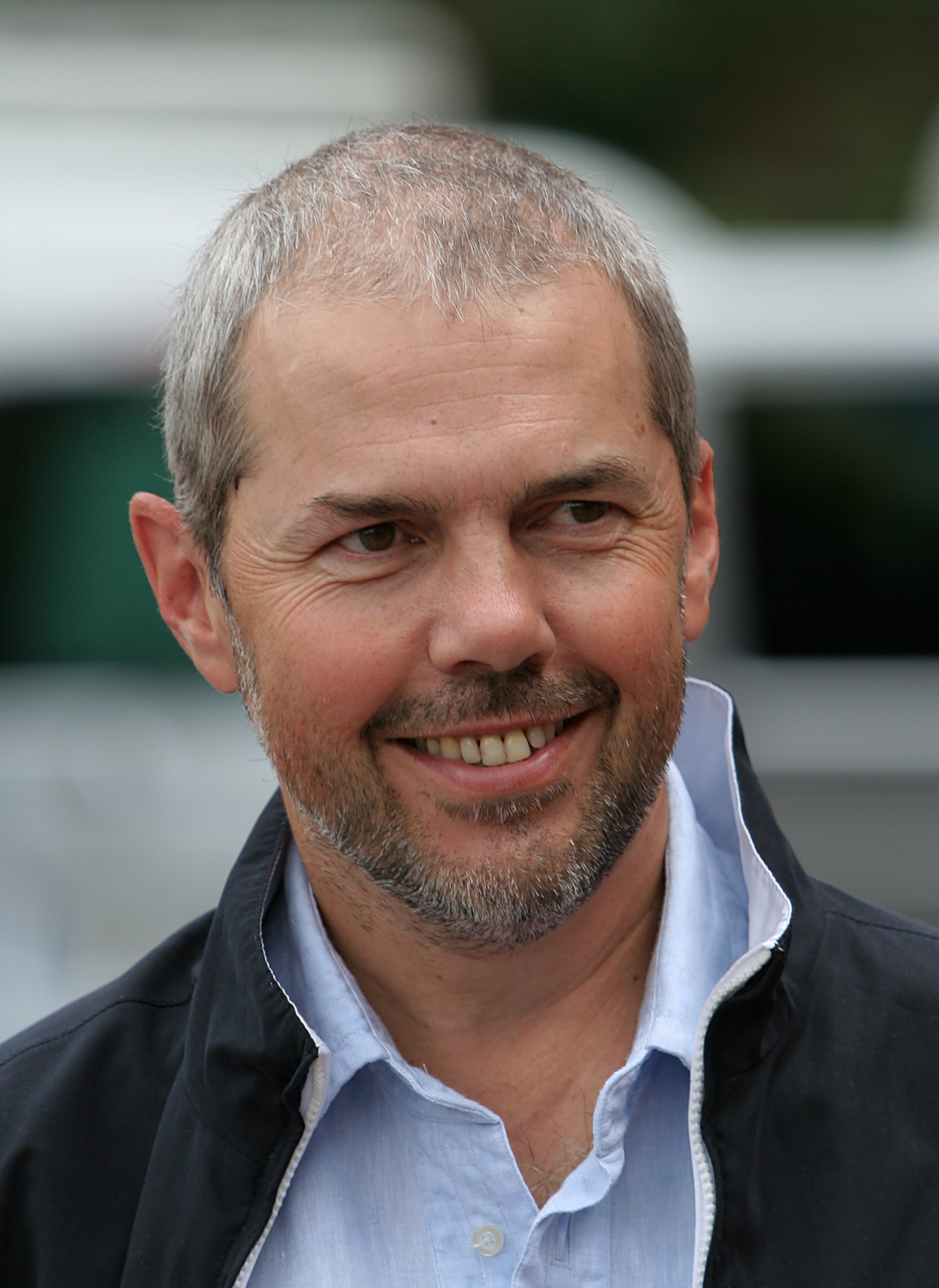
Marek Eben během 42. ročníku karlovarského filmového festivalu v Karlových Varech, 2007

- O třech stříbrných hřebenech (1991)
- Zálety koňského handlíře (1991)
- Náhrdelník (1992)
- Ruská ruleta (1994)
- Hospoda (1996), sám sebe
- V centru filmu – v teple domova (1998)
- Láska? (1998)
- Osudy hvězd: Váleček (1999)
- Na plovárně (od 1998)
- Princezna a půl království (2019), Valerián

## Rozhlasové role
- 2010: Rudolf Těsnohlídek: Dobrodružství lišky Bystroušky, režie Jaroslav Kodeš.
- Douglas Adams: Stopařův průvodce po galaxii

## Diskografie

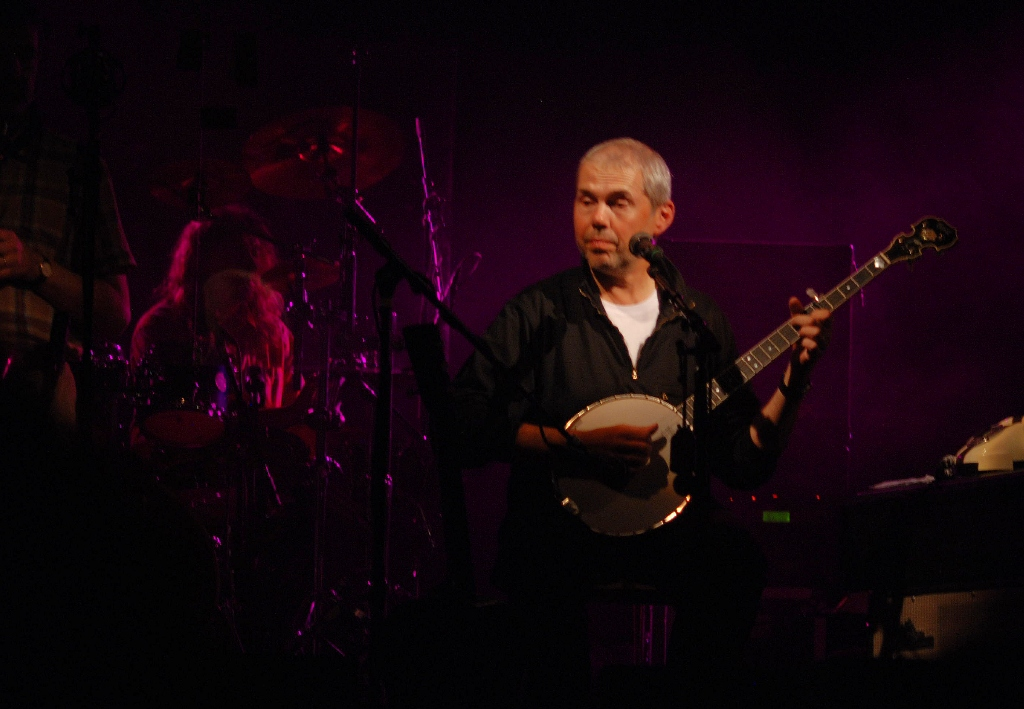
Marek Eben na koncertě v Berouně, 2009

Související informace naleznete také v článku Diskografie bratrů Ebenů.
Spolupráce
- 1995 – Splašil se kůň našíř

## Další tvorba
- Rozmluvy s Tomášem Halíkem o Velikonocích a Vánocích.[7][8]
- Komentáře k filmům O. Schmidta (Nejsme andělé, Nejznámější Čech, Dej mi duši, sv. Vojtěch)
- Recenze knihy pro portál Literarium, Marek Eben: Jako cool v plotě.

## Názory
V roce 2021 v pořadu Všechnopárty nepřímo kritizoval prezidenta Miloše Zemana a chválil exprezidenta Václava Havla. Moderátoru Karlu Šípovi řekl: „Vezmi si, že jsme měli prezidenta, kterého nám záviděl celý svět, fakt osobnost, která tu republiku najednou dostala na mapu světa a každý věděl: to je ta země, kde je tenhle prezident. Dneska aby ses bál říct jeho jméno. To jsem si nikdy nemyslel, že by to mohlo takhle daleko dojít.“ Dále uvedl: „Vem si, že máš dvě veličiny, které jsou nezpochybnitelně dobré. Jedna z nich je pravda a druhá z nich je láska. A nikdo nemůže říct, že pravda je něco špatného, stejně jako nikdo nemůže říct, že láska je něco špatného. Jsou to dobré věci. Tak se to složí dohromady a udělá se z toho taková česká nadávečka. Pravdoláskař. Tak takhle to u nás chodí.“

## Zajímavosti
Marek Eben se opakovaně objevuje v čelech průzkumů zabývajících se otázkou, koho by si občané ČR přáli za prezidenta. Kandidaturu na úřad prezidenta však Eben odmítá s odkazem na nedostatek politických zkušeností.